# Алармон
Алармон (фр. Allarmont) насеље је и општина у североисточној Француској у региону Лорена, у департману Вогези која припада префектури Сен Дије де Вогез.
По подацима из 2011. године у општини је живело 231 становника, а густина насељености је износила 17,49 становника/km². Општина се простире на површини од 13,21 km². Налази се на средњој надморској висини од 350 метара (максималној 813 m, а минималној 332 m).

## Демографија
| 1962. | 1968. | 1975. | 1982. | 1990. | 1999. | 2011. |
| ----- | ----- | ----- | ----- | ----- | ----- | ----- |
| 338   | 317   | 265   | 206   | 246   | 271   | 231   |

График промене броја становника у току последњих година